# 马库斯·阿尔梅达
马库斯·阿尔梅达（Marcus Vinícius Oliveira de Almeida；1990年1月8日—）是一名巴西综合武术家和巴西柔术家。
他曾多次获得世界柔术锦标赛和降服式摔跤世界锦标赛冠军，入选国际巴西柔术联合会名人堂。 2020年他宣布转战综合格斗，目前为ONE冠軍賽重量级选手。

## 早年
阿尔梅达在圣保罗的桑托斯出生、长大。他的姐姐在马库斯14岁时开始带着他一起学习巴西柔术。其父克莱顿是一名柔术家，曾获得国际巴西柔术联合会比赛冠军。阿尔梅达后在罗德里戈·卡瓦卡（Rodrigo Cavac）的指导下获得黑带，阿尔梅达的绰号“Buchecha”（意思是脸颊）就是他起的。

## 综合格斗
2020年7月30日，有消息传出阿尔梅达已经与ONE冠軍賽签订了一份多年合同。此前他一直在美国踢拳学院参加综合格斗训练。
2020年8月，阿尔梅达因膝伤不得不退出即将举行的与法布里西奥·温杜姆的巴西柔术比赛，这也推迟了他在ONE的综合格斗首秀。伤势恢复后，他被安排在ONE对阵姜智媛，但后者因未公开的原因退出比赛。
阿尔梅达又定于2021年9月24日迎战托马斯·纳尔莫，后者也因未公开的原因退赛，换上安德森·席尔瓦。阿尔梅达在第一回合凭借南北绞获胜。